# Alberto III de Mecklemburgo
Alberto III de Mecklemburgo (1338-1412). Noble alemán. Rey de Suecia entre 1363 y 1389, como Alberto I, y duque de Mecklemburgo como Alberto III desde 1379 (aunque gobernando desde 1384) hasta su muerte, como Alberto III. Fue el primer rey de Suecia de una casa alemana, habiendo accedido al trono tras un levantamiento contra los correyes Magnus II Eriksson y Haakon Magnusson. En 1384, unió a Suecia y Mecklemburgo. Al volver a su tierra natal tras ser liberado del cautiverio de la reina Margarita I de Dinamarca, asumió el gobierno bajo el título de príncipe Alberto III de Mecklemburgo y duque Alberto II de Mecklemburgo y Schwerin.
Alberto fue el segundo hijo del duque Alberto II de Mecklemburgo y de Eufemia Eriksdotter, hermana del rey sueco Magnus II Eriksson y potencial heredera a los tronos de Suecia y Noruega. Alberto se declaró heredero del trono sueco en caso de que murieran el rey Magnus y su hijo Haakon. Los duques de Mecklemburgo se emparentaban también con la dinastía Sverker, que había reinado anteriormente en Suecia.

## Ascensión al trono sueco
En 1363 llegó a Mecklemburgo el consejo real de Suecia. El consejo se había rebelado contra el impopular rey Magnus II y su hijo Haakon Magnusson y buscaba el apoyo del ducado para derrocar a ambos (padre e hijo gobernaban de manera conjunta). Para ello le ofrecieron a Alberto la corona de Suecia. Con el apoyo de los nobles resentidos contra Magnus, así como de varios príncipes alemanes, Mecklemburgo lanzó un ataque contra Suecia y venció a los dos reyes en 1363. En el verano de ese año zarpó una flota de Mecklemburgo para ocupar Estocolmo y Kalmar. Ambas ciudades contaban con una alta proporción de pobladores alemanes y abrieron libremente sus puertos al ejército invasor. En noviembre de 1363 llegó Alberto a Estocolmo, donde fue recibido con regocijo, y en febrero de 1364 se proclamó rey de Suecia, contrariando la norma de la época que el trono sueco se reservaba a los nacidos en el país.

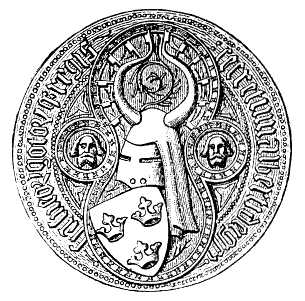
Sello de Alberto III de Mecklemburgo.

A partir de entonces tuvo lugar una guerra civil que duraría ocho años. Cerca de Enköping, Magnus y Haakon fueron derrotados por el ejército alemán, y el primero fue hecho prisionero. La guerra involucró a otros Estados: del lado de Haakon (también rey de Noruega) se colocó el rey de Dinamarca Valdemar IV, mientras que Alberto consiguió el apoyo de la Liga Hanseática y de varios príncipes del norte de Alemania. Sin embargo, Alberto tuvo en el campesinado sueco a su peor enemigo. Alberto repartió grandes terrenos del país a los alemanes. Esto, junto con la fuerte represión que el nuevo rey ejercía, ocasionó que los campesinos se levantaran en armas y apoyaran a Haakon. Ante la posibilidad de victoria de Haakon, que había sitiado Estocolmo en 1371, los nobles suecos apoyaron militarmente a Alberto, a condición de que éste dejara casi todo el poder en manos del consejo. La paz con Haakon se firmó ese mismo año. Magnus Eriksson fue liberado, la corona permaneció en manos de Alberto, pero las provincias de Värmland y Dalsland se mantuvieron fieles a Haakon y su padre.

## Derrocamiento de Alberto como rey de Suecia
Alberto salió de Suecia rumbo a Mecklemburgo, donde en 1384 reemplazó a su hermano mayor, Enrique, en calidad de duque. Así, Suecia y Mecklemburgo quedaban unidos bajo el gobierno de Alberto. En Suecia, el rey Alberto se volvió demasiado dependiente del consejo, dominado por Bo Jonsson. Después de la muerte de Bo Jonsson en 1386, el rey Alberto intentó restaurar el poder real. Quiso actuar como tutor de los hijos de Bo Jonsson y de la viuda de éste, e intentó despojar a la nobleza de gran parte de sus bienes. Los nobles que habían sido designados por Jonsson como los ejecutores de su testamento se enemistaron con el rey y buscaron la ayuda de la reina Margarita I de Dinamarca.
Alberto viajó a Alemania, donde reunió un ejército que llevó a Suecia para hacer frente al ejército danés. En las cercanías de Falköping Alberto fue vencido por Margarita y encarcelado en 1389. Fue liberado en 1395 con la condición de que en el plazo de tres años pagara una alta suma de dinero o bien dejara Estocolmo en manos de Margarita. De acuerdo a este tratado, Margarita tomó Estocolmo en 1398.
Los seguidores de Alberto conquistaron la isla de Gotland y la mantuvieron hasta 1398, cuando la isla fue ocupada por la Orden Teutónica. Mediante un acuerdo económico, Alberto y la Orden Teutónica renunciaron a la isla, que fue entregada en 1408 al rey Erico de Pomerania.
Alberto murió en 1412 y fue sepultado en el convento cisterciense de Doberan en Mecklemburgo.

## Matrimonio y descendencia
Alberto se casó con Ricarda de Schwerin, hija del conde Otto de Schwerin. L reina murió en 1377 y fue enterrada en Estocolmo.
Tuvieron los siguientes hijos:
1. Erik de Mecklemburgo(m. 1397), príncipe heredero[4] y gobernante de Gotland
2. Ricarda Catalina de Mecklemburgo. Se casó en 1388 con Juan de Görlitz, el hijo menor del emperador Carlos IV de Luxemburgo
3. Alberto V de Mecklemburgo.